# Laphria flavescens
Laphria flavescens là một loài ruồi trong họ Asilidae. Laphria flavescens được Macquart miêu tả năm 1838. Loài này phân bố ở vùng Cổ Bắc giới.